# Bitva u Dyrrhachia (48 př. n. l.)
Bitva u Dyrrhachia (nebo Dyrrachia) byla bitva svedená v roce 48 př. n. l. mezi dvěma z triumvirů, Caesarem a Gnaiem Pompeiem, u starověkého města Dyrrhachium (dnešní Drač). Tato bitva byla součástí Caesarovy invaze do Makedonie a také jedna z jeho prvních porážek v občanské válce.

## Události před bitvou
Po udržení vlivu v Přední Hispánii a získání vlivu a spojenců ve vedlejší provincii Zadní Hispánii, se Caesar vracel do Říma. Po pohromě v Africe, kde bylo Publiem Attiem Varem rozdrceno vojsko Gaia Curiona (Caesarova věrného přítele a zkušeného politika), se Caesar po 11denní diktatuře vydal do Brundisia, odkud plánoval plavbu přes Jadran. Zjistil však, že lodí je nedostatek a s velkými obtížemi by dokázal přeplavit sedm jeho legií z dvanácti. Další problém, který jeho plán komplikoval, byla skutečnost, že Pompeius za rok stihl shromáždit velmi početnou námořní flotilu, pěší vojsko těžkooděnců, včetně lučištníků, jezdců a v neposlední řadě těžké střelivo, praky, samostříly atd. Financován a zásobován byl ze Sýrie, Egypta, Makedonie, měl i podporu u Achájského loďstva, či Rhodského. Egyptskému loďstvu velel Pompeiův syn.
S touto armádou ovládal celé Jaderské moře, všechna pobřeží a přístavy od severu na jih. Caesar byl v nevýhodě a byl si toho silně vědom. Přesto se mu podařilo zakotvit u Paeleste v Épeiru. Pobřeží a místo, kde se Caesar vylodil, bylo ovládáno Marcem Bibulem, zřízencem Pompeiovým za tuto oblast. Bibulus, překvapen jeho přítomností, se neodvážil k útoku, i když měl početnou převahu. Caesar se bez prolité kapky krve zmocnil Orica, kde se mu legát a správce obce Lucius Manlius Torquatus pod nátlakem místního obyvatelstva vzdal. Bibulus s loďstvem vytvořil blokádu, čímž Caesara odřízl od zásobování. Mezitím se poslové od Bibula urychleně dostavili k Pompeiovi, který byl s legiemi v Kerkyře, a zpravili ho o situaci. Caesar poslal dopis Pompeiovi, ve kterém opět avizoval na myšlenku míru a složení zbraní pro dobro lidu římského. Ten znovu odmítal vyjednávat. Caesar se vydal do Apollonie, kterou se mu podařilo získat. Odtud plánoval tažení na Pompeiovo hlavní zásobovací centrum, Dyrrhachium. Před tím ale zaslal dopis Marcu Antoniovi s prosbou o vojenskou podporu. Tomu se i přes Pompeiovy nástrahy a jeho prostředníky podařilo spojit s Caesarem.

## Stavba opevnění a průběh bitvy
Pompeius vytušil jeho záměry a okamžitě se vydal s vojskem na pochod. Jenže Caesar, který měl náskok, ho předstihl a zablokoval mu přístup k Dyrrhachiu. Den na to dorazil Pompeius. Caesar začal obsazovat jednotlivé pahorky kolem, na kterých nechával zbudovat tvrze. Tvrze pak začal spojovat táhlým opevněním, před kterým vojáci kopali příkopy s náspem. Pompeia zamýšlel obklíčit a kompletně uzavřít a odříznout od zásobování. Jenže Pompeius byl bystrý, jeho záměry vytušil včas a použil tutéž strategii, ovšem zevnitř. Zabral pahorek zvaný Petra, následně započal obsazovat další. Za několik dní jeho vojáci vytvořili stejný opevňovací systém, jako Caesar. Rozdíl byl v tom, že byl po vnitřním obvodě, a tudíž mu celé opevňovací práce zabraly méně času. Pompeius měl i podporu námořnictva, jelikož měl přístup k moři. Při pracích docházelo mezi oběma stranami také k častým šarvátkám. Kupříkladu IX legie, která nějaký den prováděla práce na opevnění, byla z ničeho nic zaplavena spousty vrženými oštěpy od pompeiovců. Ti se samozřejmě nenechali zastrašit a oštěpy po nich vrhly zpět ještě větší silou. Caesarův záměr se však pomalu ale jistě začal obracet proti němu a jeho vojsku. Selhávalo mu zásobování, vojáci hladověli, jelikož obilí z okolí už spotřebovali a trvalo by dlouho, než dozraje nové. Koně strádali stejně jako vojáci. Caesarovi se podařilo zatarasit valem a tvrzí dva průniky, které byly pro Pompeia hlavními tepnami jeho zásobování. Oba tábory se navzájem snažily vyhladovět.
Pompeiovci své koně krmili listy ze stromů. Brzy tábory zapáchaly hnilobou. Caesarovi vojáci objevili způsob, jak v těchto krušných časech nahradit jejich nedostatek ve stravě. Objevili kořeny zvané chara, které míchali s mlékem a vytvářeli z něho chleba. V Caesarově vojsku sloužili také dva Allobrogové, pravděpodobně Ruscius a Engus, Kelti, kteří si získali Caesarovu důvěru již v období galských bojů. Dosadil je do vysokých funkcí, zajistil jim místo v senátu, obdařil pozemky a bohatstvím za jejich služby. Ti však Caesara zradili a pyšně nakráčeli před Pompeiovy brány. Ten s nimi ihned pohovořil o stavu Caesarova vojska, poměrech v táboře, zásobování. Od jeho stanu se pak s nimi hrdě procházel táborem a pyšnil se jejich přítomností, jelikož to byli přeběhlíci od Caesara. Do této chvíle to bylo povětšinou přesně naopak. Allobrogové Pompeia zpravili o nedokončeném příčném valu opevnění na jižním konci u pobřeží. Pod vedením Tita Labiena se pompeiovci dopravili na popsané místo a začali s dobýváním. Caesar urychleně poslal Lentula Marcellina s vojskem k obraně. Na pomoc dorazil i Marcus Antonius. Avšak vojsko klesalo na mysli, pohltil je strach, který se jako nákaza šířil mezi ostatními zástupy a všechny postihla panika. Ti, co se zachránili, byli psychicky zlomeni.
Pompeius se nechal nazvat imperátorem, nechal rozeslat posly do všech okolních provincií se zprávou o jeho “obrovském a nezpochybnitelném vítězství”. Sám si dopisy pochopitelně přikrášlil a upravil dle libosti. Caesar prohrál nikoli z důvodu menšího počtu mužů, či nedostatečné organizovanosti a bojechtivosti jeho vojáků, nýbrž kvůli nepříznivému terénu, nedokončenému úseku opevnění a fyzickému vyčerpání vojska, které rychle pozbylo síly. Caesar proto svolal shromáždění, vojáky se snažil podpořit na duchu, připomínal jim minulá vítězství, na které měli být pyšni. Kolikrát měli blízko k porážce a vždycky dokázali bitvu dovést do vítězného konce. Ať se nestrachují a nehněvají se sami na sebe. Vojáci plní bojového ducha si například za trest přidávali na práci. Po několika dnech vyslal Caesar zavazadla s raněnými a nemocnými a jednu legii na bezpečný doprovod. Dalšího dne za soumraku vyrazil se zbytkem vojska a společně dorazili do centra Řecka, Thessalie. Pompeiovci, zaslepeni vítězstvím, se více soustředili na to, co za vyhranou bitvu získají, jaké pozice v úřadech jim budou přiděleny, než aby hovořili o tom, jak vítězství využít. To byl také nakonec důvod jejich drtivé porážky, v bitvě u Farsálu.